# Aplosonyx pictus
Aplosonyx pictus es un coleóptero de la familia Chrysomelidae. Fue descrita científicamente por primera vez en 1939 por Chen.